# NGC 1589
NGC 1589 é uma galáxia espiral (Sab) localizada na direcção da constelação de Taurus. Possui uma declinação de +00° 51' 48" e uma ascensão recta de 4 horas, 30 minutos e 45,4 segundos.
A galáxia NGC 1589 foi descoberta em 19 de Dezembro de 1783 por William Herschel.